# Paradisiac
Paradisiac is het tweede album van de Belgische rockband Millionaire. Het werd uitgebracht in 2005.

## Achtergrond
Na de release van hun debuutalbum Outside the Simian Flock (2001) mocht Millionaire mee op tournee met bands als Muse en Queens of the Stone Age. In 2005 werkte de band met Josh Homme samen aan een nieuw album. Homme was niet alleen de frontman van Queens of the Stone Age, maar speelde met Millionaire-oprichter Tim Vanhamel ook samen in de garagerockband Eagles of Death Metal.
De nummers van Paradisiac werden in augustus 2004 opgenomen in de Sound City Studios in Los Angeles.

## Tracklist
| Track | Titel                       | Duur |
| 1     | I'm On A High               | 4:02 |
| 2     | A Lust Unmatched            | 3:34 |
| 3     | For A Maid                  | 3:26 |
| 4     | Streetlife Cherry           | 3:54 |
| 5     | Rise And Fall               | 3:32 |
| 6     | Alpha Male                  | 2:59 |
| 7     | Love Is A Sickness          | 3:15 |
| 8     | Ballad Of Pure Thought      | 3:54 |
| 9     | We Don't Live There Anymore | 4:19 |
| 10    | Wake Up The Children        | 3:23 |
| 11    | A Face That Doesn't Fit     | 2:27 |
| 12    | Nocturn                     | 3:06 |

## Hitnoteringen
| Hitlijst            | Datum van binnenkomst | Hoogste positie | Aantal weken | Laatste notering |
| ------------------- | --------------------- | --------------- | ------------ | ---------------- |
| Vlaamse Ultratop 50 | 02-07-2005            | 9               | 16           | 15-10-2005       |

## Medewerkers
Millionaire
- Tim Vanhamel – zang, gitaar
- Bas Remans – basgitaar
- Dave Schroyen – drums
- Aldo Struyf – toetsen, gitaar

Overige
- Josh Homme – producer